# Finská církev
Finská církev nebo Evangelická luterská církev ve Finsku je evangelická (luterská) církev působící ve Finsku. Spolu s Finskou pravoslavnou církví má status národní církve. Vznikla oddělením se finské katolické církve od Říma během reformace v 16. století. Až do roku 1809 tvořila jeden celek se Švédskou církví, kdy se osamostatnila. V roce 2019 měla 3 796 918 členů.
Finská církev se hlásí k Bibli a k Symbolickým knihám luterských církví, tzv. Augustaně, jako jejímu výkladu. Vyznává Apoštolské, Nicejsko-konstantinopolské a Atanášovo vyznání. Hlásí se k tzv. luterské katolicitě (duchovní při bohoslužbě používají ornát nebo albu se štolou). Na území Finska se dělí na 10 diecézí. Finská církev umožňuje uzavření sňatku osob stejného pohlaví a ordinuje na kněze a biskupy také ženy. Duchovní jsou ordinováni v apoštolské posloupnosti (ta je držena i díky tomu, že se od Říma oddělila i s tehdejšími katolickými biskupy). Liturgie církve je stejně jako v ostatních skandinávských evangelických církvích velmi podobná katolické.